# 范吉
范吉（1444年—？），字以貞，號柏軒，浙江台州府天台縣人，民籍，明朝政治人物。進士出身。

## 生平
早年出身國子生，后中成化四年戊子科浙江鄉試第三名舉人。成化十一年（1475年）乙未科會試第八名，殿試登進士第二甲第二十五名。授刑部主事，十七年十月以事降调陕西凤翔府通判，弘治年间官至宁国府知府，九年（1496年）正月考察以不謹閑住。著有《柏軒集》。

## 家族
曾祖父范起宗，贈貴州左布政使。祖父范士詳。父亲范存儒。